# La spia della Corona
La spia della Corona (To Catch an Heiress) è un romanzo della scrittrice americana Julia Quinn pubblicato nel 1998. Il romanzo appartiene alla saga nota come Gli Agenti della Corona.

## Trama
Caroline Trent è una giovane ereditiera in fuga dal suo tutore, determinata a sfuggire a un matrimonio indesiderato. Durante la sua fuga viene scambiata per una spia spagnola da Blake Ravenscroft, un agente della Corona inglese, che la rapisce per interrogarla. Blake, segnato da un passato doloroso, si ritrova coinvolto suo malgrado in un’avventura piena di fraintendimenti, intrighi e attrazione crescente. Mentre i due cercano di capire le rispettive identità e motivazioni, nascono sentimenti che metteranno alla prova le loro convinzioni e il loro futuro.

## Edizioni
- Julia Quinn, La spia della Corona, Mondadori, 2022.